# Pangutaran
Pangutaran là một đô thị hạng 4 ở tỉnh Sulu, Philippines. Theo điều tra dân số năm 2000, đô thị này có dân số 26.211 người trong 4.643 hộ.

## Các đơn vị hành chính
Pangutaran được chia thành 16 barangay.
| - Alu Bunah - Bangkilay - Kawitan - Kehi Niog - Lantong Babag - Lumah Dapdap - Pandan Niog - Panducan | - Panitikan - Patutol - Se-ipang - Simbahan (Pob.) - Suang Bunah - Tonggasang - Tubig Nonok - Tubig Sallang |